# Ivica Vastić
Ivica Vastić, född 29 september 1969 i Split, Kroatien, är en österrikisk före detta fotbollsspelare.